# VHV
VHV är ett försäkringsbolag i Hannover i Tyskland, som är verksamt som huvudförsäkringsbolag och återförsäkringsbolag i Tyskland och utomlands. Försäkringsgruppen är en av de tjugo största primära försäkringsgbolagen och de största fem bilförsäkringsbolagen i Tyskland. Under 2003 inleddes fusionsförhandlingar mellan de  försäkringskoncernerna "VHV" och "Hannoversche". "VHV" grundades av entreprenörer som självhjälpstjänster.
Under 2006 förvärvade VHV Wave Management AG. Under 2007 inrättade VHV ett samriskföretag med FWU och National Commercial Bank i Saudiarabien. På grund av växande kund- och medarbetarnummer byggdes en ny byggnad på VHV-Platz 1, som färdigställdes 2009.
År 2011 flyttades Wave Management AGs huvudkontor från Hamburg till Hannover. Sedan 2012 har VHV samarbetat med det italienska försäkringsbolaget ITAS. 
År 2015 grundade VHV ett återförsäkringsbolag i Istanbul. Valfritt återförsäkringsskydd ges framförallt för byggnader och energisektorn.
År 2017 fusionerades Hannoversche Direktversicherung med VHV Allgemeine för att minska de lagstadgade kostnaderna.
Samma år startades det största digitaliseringsprojektet i företagets historia.
Under verksamhetsåret 2017 samlades mer än 3 000 000 000 bidrag för första gången i företagets historia.
Sedan 1973 har VHV arbetat med försäkringsbolaget VAV i Österrike.

## Företag inom VHVkoncernen[12]
- Wave Management AG, kapitalförvaltningsbolag
- Hannoversche Lebensversicherungsgesellschaft
- VHV Allgemeine AG
- VHV Holding
- VHV Reasürans A.S., återförsäkring
- VAV Versicherungs-AG; Wien

## Betydande aktieinnehav
VHV är inblandad som aktieägare med 34,02% i NRVs rättsskydd i Mannheim.

## Nyckeltal VHV
| år                        | 2010    | 2011    | 2012    | 2013    | 2014    | 2015    | 2016    | 2017    | 2018    |
| ------------------------- | ------- | ------- | ------- | ------- | ------- | ------- | ------- | ------- | ------- |
| nettoresultat (Mio. Euro) | 35,7    | 108,9   | 72,7    | 52,6    | 103,8   | 140,1   | 127,8   | 156,1   | 233,3   |
| Värdig bidrag (Mio. Euro) | 2.330,4 | 2.377,7 | 2.460,5 | 2.624,5 | 2.687,3 | 2.720,9 | 2.871,9 | 3.041,9 | 3.151,2 |
| equity (Mio. Euro)        | 650,8   | 764,8   | 838,5   | 889,8   | 993,9   | 1.140,6 | 1.265,9 | 1.415,4 | 1.645,1 |
| Antal kontrakt(Mio.)      | 8,5     | 8,2     | 8,4     | 9,0     | 9,1     | 9,5     | 10,1    | 10,5    | 10,9    |